# Velas (freguesia)
Velas es una freguesia urbana portuguesa del municipio de Velas, situado en la isla de São Jorge, región autónoma de Azores. Según el censo de 2021, tiene una población de 1765 habitantes.
El nombre alternativo de la freguesia es São Jorge.